# 御明神村
御明神村（おみょうじんむら）は、昭和30年（1955年）まで岩手県岩手郡の南西部に存在していた村。現在の雫石町御明神・上野・橋場にあたる。

## 地理
- 河川：雫石川

## 沿革
- 明治22年（1889年）4月1日 - 町村制施行にともない、御明神村・上野村・橋場村の計3か村が合併して新制の南岩手郡御明神村が発足。雫石村・西山村と組合村を形成。
- 1897年（明治30年）
  - 4月1日 - 郡の統合により南岩手郡と北岩手郡が合併し、岩手郡が復活[1]。岩手郡御明神村となる。
  - 4月 - 雫石村・西山村との組合村を解消。
- 昭和30年（1955年）4月1日 - 雫石町・御所村・西山村と合併し、新制の雫石町となる。

## 行政
- 歴代村長

雫石・西山・御明神組合村長
雫石町の項を参照のこと
御明神村長
| 代 | 氏名       | 就任                   | 退任                      | 備考 |
| -- | ---------- | ---------------------- | ------------------------- | ---- |
| 1  | 小田友吉   | 明治30年（1897年）4月  | 明治36年（1903年）3月     |      |
| 2  | 安本善太郎 | 明治36年（1903年）3月  | 明治38年（1905年）5月     |      |
| 3  | 似鳥英     | 明治38年（1905年）6月  | 明治40年（1907年）4月     |      |
| 4  | 大坪慶幸   | 明治40年（1907年）5月  | 明治41年（1908年）2月     |      |
| 5  | 川端休太郎 | 明治41年（1908年）4月  | 明治43年（1910年）5月     |      |
| 6  | 下川原金蔵 | 明治43年（1910年）6月  | 大正4年（1915年）5月      |      |
| 7  | 岩持倉蔵   | 大正4年（1915年）11月  | 大正5年（1916年）3月      |      |
| 8  | 下川原金蔵 | 大正5年（1916年）3月   | 大正6年（1917年）2月      | 再任 |
| 9  | 下黒沢文助 | 大正6年（1917年）2月   | 大正8年（1919年）6月      |      |
| 10 | 下川原金蔵 | 大正8年（1919年）7月   | 大正11年（1922年）8月     | 三任 |
| 11 | 小田中米作 | 大正11年（1922年）11月 | 大正13年（1924年）6月     |      |
| 12 | 下川原金蔵 | 大正13年（1924年）7月  | 大正15年（1926年）2月     | 四任 |
| 13 | 下黒沢文助 | 大正15年（1926年）3月  | 昭和2年（1927年）3月      | 再任 |
| 14 | 下川原金蔵 | 昭和2年（1927年）7月   | 昭和13年（1938年）7月     | 五任 |
| 15 | 谷地重之助 | 昭和13年（1938年）7月  | 昭和17年（1942年）7月     |      |
| 16 | 千葉貞三   | 昭和17年（1942年）8月  | 昭和21年（1946年）12月    |      |
| 17 | 曲谷地庄蔵 | 昭和22年（1947年）10月 | 昭和24年（1949年）9月     |      |
| 18 | 竹花庄蔵   | 昭和24年（1949年）10月 | 昭和28年（1953年）10月    |      |
| 19 | 曲谷地庄蔵 | 昭和28年（1953年）10月 | 昭和29年（1954年）2月     | 再任 |
| 20 | 岩持静麻   | 昭和29年（1954年）3月  | 昭和30年（1955年）3月31日 |      |

## 交通

### 鉄道
- 国鉄橋場線：橋場駅（昭和19年（1944年）、不要不急路線として休止）
当初はこの橋場駅から志度内を経由して大曲駅に至るルートが計画されていたが、のちにルートが変更され、合併後の昭和39年（1964年）には旧御明神村域内に春木場駅と赤渕駅が開業、昭和41年（1966年）には赤渕駅・田沢湖駅間が開通して田沢湖線に改称した。なお、橋場駅は正式な廃止手続がなされていないため、現在もなお休止扱いのままである。